# Anaulosia impolita
Anaulosia impolita är en fjärilsart som beskrevs av William Schaus 1911. Anaulosia impolita ingår i släktet Anaulosia och familjen björnspinnare. Inga underarter finns listade i Catalogue of Life.